# Barbus quadrilineatus
Barbus quadrilineatus és una espècie de peix cipriniforme de la família dels ciprínids.

## Morfologia
Els mascles poden assolir els 5,5 cm de longitud total.

## Distribució geogràfica
Es troba al riu Malagarazi (Àfrica).